# 千葉定胤
千葉 定胤（ちば さだたね、元和3年（1617年） - 慶安2年1月11日（1649年2月22日））は、江戸時代初期の武士。千葉氏の第33代当主。第31代当主・千葉重胤の子。
千葉氏の伝承では、重胤が寛永10年（1633年）に没した後にその弟である俊胤が当主となったが、6年後に浅草鳥越神社の神主であった俊胤が没すると、定胤が相続して33代目の当主となり千葉介を自称したという。
定胤は浪人として下総国香取郡の五郷内（現在の千葉県香取市）に住み、帰農した旧臣の世話になっていたと伝えられている。五郷内の隣にある久保に現存する久保神社所蔵の千葉親胤の画像は定胤によるものと伝えられ、現在は香取市の指定文化財となっている。角田𠮷信は、定胤の曽祖父にあたる千葉胤富が甥（または弟）とされる親胤を暗殺して家督を継いだために胤富とその子孫は親胤の怨霊を恐れており、定胤も元々は親胤の菩提寺として建てられた久保の親胤寺（現在は廃寺）にその供養のために納めたのではないか、と推測している。
慶安元年（1648年）11月、定胤は千葉氏の再興を決意して旧臣に官途状を発給し、また香取神宮に家名再興を祈願した文書が残っている（『香取大禰宜文書』）。だが、それからわずか2か月後に病のために33歳で急死した。法名は常光院殿雪林南岸大居士。嫡男の七之助は定胤に先立って没していたため、千葉邦胤系の千葉宗家は断絶した。
その後、千葉氏の旧臣は邦胤の兄とされる千葉良胤の子孫とされる人物を当主に迎え、家名再興運動を継続していくことになる。